# Neoregelia paulistana
Neoregelia paulistana là một loài thực vật có hoa trong họ Bromeliaceae. Loài này được E.Pereira mô tả khoa học đầu tiên năm 1975.